# Llista de topònims de Tordera
Llista de topònims (noms propis de lloc) del municipi de Tordera, al Maresme
Informació actualitzada per un bot. Els canvis manuals es perdran quan s'actualitzi!

## carrer
| imatge | Nom                    | Ubicat a | instància de | Detalls                     | coordenades                                        | Protecció                                  | Commons (més fotos)              | Dades a WD                    |
| ------ | ---------------------- | -------- | ------------ | --------------------------- | -------------------------------------------------- | ------------------------------------------ | -------------------------------- | ----------------------------- |
|        | carrer de Santa Llúcia | Tordera  | carrer       | Estil: arquitectura popular | 41° 42′ 01″ N, 2° 43′ 10″ E / 41.70027°N,2.71952°E | bé integrant del patrimoni cultural català | Carrer de Santa Llúcia (Tordera) | Modifica les dades a Wikidata |
|        | carrer dels Ferrers    | Tordera  | carrer       | Estil: arquitectura popular | 41° 42′ 05″ N, 2° 43′ 05″ E / 41.70152°N,2.71818°E | bé integrant del patrimoni cultural català | Carrer dels Ferrers (Tordera)    | Modifica les dades a Wikidata |

## casa
| imatge | Nom                                      | Ubicat a | instància de | Detalls                        | coordenades                                                                       | Protecció                   | Commons (més fotos)                                | Dades a WD                    |
| ------ | ---------------------------------------- | -------- | ------------ | ------------------------------ | --------------------------------------------------------------------------------- | --------------------------- | -------------------------------------------------- | ----------------------------- |
|        | Casa del Doctor Farreras                 | Tordera  | casa         | Estil: arquitectura modernista | 41° 42′ 01″ N, 2° 43′ 08″ E / 41.700394°N,2.718804°E ca:Carrer Sant Ramon, 22     |                             |                                                    | Modifica les dades a Wikidata |
|        | Casa modernista al carrer Sant Ramon, 22 | Tordera  | casa         | 20th century                   | 41° 42′ 01″ N, 2° 43′ 08″ E / 41.700335°N,2.718786°E ca:C. Sant Ramon, 22 38 msnm | bé cultural d'interès local | Casa modernista al carrer Sant Ramon, 22 (Tordera) | Modifica les dades a Wikidata |

## cementiri
| imatge | Nom                     | Ubicat a | instància de | Detalls                     | coordenades                                                         | Protecció                   | Commons (més fotos)            | Dades a WD                    |
| ------ | ----------------------- | -------- | ------------ | --------------------------- | ------------------------------------------------------------------- | --------------------------- | ------------------------------ | ----------------------------- |
|        | Cementiri municipal     | Tordera  | cementiri    | Estil: arquitectura popular | 41° 41′ 50″ N, 2° 42′ 43″ E / 41.697126°N,2.711936°E                | bé cultural d'interès local | Cementiri municipal de Tordera | Modifica les dades a Wikidata |
|        | Cementiri municipal Nou | Tordera  | cementiri    |                             | 41° 42′ 10″ N, 2° 42′ 03″ E / 41.7027590693083°N,2.70081234427534°E |                             |                                | Modifica les dades a Wikidata |

## curs d'aigua
| imatge | Nom             | Ubicat a                      | instància de | Detalls                                   | coordenades                                                                                               | Protecció | Commons (més fotos) | Dades a WD                    |
| ------ | --------------- | ----------------------------- | ------------ | ----------------------------------------- | --- | --------- | ------------------- | ----------------------------- |
|        | la Tordera      | Selva Vallès Oriental Maresme | curs d'aigua | Desemboca: mar Mediterrània Llarg: 61.5km | 41° 48′ 13″ N, 2° 25′ 05″ E / 41.803521°N,2.418014°E 41° 39′ 03″ N, 2° 46′ 39″ E / 41.650939°N,2.777482°E |           | Tordera River       | Modifica les dades a Wikidata |
|        | riera de Pineda | Tordera Pineda de Mar         | curs d'aigua | Desemboca: mar Mediterrània Llarg: 11km   | 41° 40′ 10″ N, 2° 37′ 01″ E / 41.669561°N,2.617018°E 41° 37′ 09″ N, 2° 41′ 06″ E / 41.619057°N,2.685052°E |           |                     | Modifica les dades a Wikidata |

## edifici
| imatge | Nom                 | Ubicat a | instància de  | Detalls                     | coordenades                                                         | Protecció                                  | Commons (més fotos) | Dades a WD                    |
| ------ | ------------------- | -------- | ------------- | --------------------------- | ------------------------------------------------------------------- | ------------------------------------------ | ------------------- | ----------------------------- |
|        | Can Canet           | Tordera  | edifici masia |                             | 41° 42′ 24″ N, 2° 44′ 48″ E / 41.7067062669637°N,2.7466370758099°E  |                                            |                     | Modifica les dades a Wikidata |
|        | Can Llucí           | Tordera  | edifici masia |                             | 41° 41′ 00″ N, 2° 41′ 04″ E / 41.6834577964456°N,2.68435664790276°E |                                            |                     | Modifica les dades a Wikidata |
|        | Forn de Can Marquès | Tordera  | edifici       | Estil: arquitectura popular |                                                                     | bé integrant del patrimoni cultural català |                     | Modifica les dades a Wikidata |

## església
| imatge | Nom                                   | Ubicat a                 | instància de      | Detalls                                                                                        | coordenades                                                                                             | Protecció                                  | Commons (més fotos)                            | Dades a WD                    |
| ------ | ------------------------------------- | ------------------------ | ----------------- | ---------------------------------------------------------------------------------------------- | --- | ------------------------------------------ | ---------------------------------------------- | ----------------------------- |
|        | Canònica de Santa Maria de Roca-rossa | Tordera                  | església monestir | Estil: art romànic                                                                             | 41° 41′ 50″ N, 2° 38′ 28″ E / 41.69712°N,2.64117°E                                                      | bé cultural d'interès local                | Monestir de Roca-rossa                         | Modifica les dades a Wikidata |
|        | Capella Fibracolor                    | Tordera                  | església          | 20th century                                                                                   | 41° 41′ 36″ N, 2° 43′ 42″ E / 41.693437°N,2.728428°E ca:C. de la Mare de Déu de la Mercè, 2             | bé cultural d'interès local                | Capella Fibracolor                             | Modifica les dades a Wikidata |
|        | Ermita de Sant Pere de Tordera        | Tordera                  | església          | Estil: barroc                                                                                  | 41° 42′ 38″ N, 2° 43′ 38″ E / 41.71069°N,2.72709°E                                                      | bé cultural d'interès local                | Capella de Sant Pere (Tordera)                 | Modifica les dades a Wikidata |
|        | Mare de Déu de l'Erola                | Tordera                  | església capella  | Estil: arquitectura popular                                                                    | 41° 40′ 10″ N, 2° 38′ 03″ E / 41.6695°N,2.63405°E                                                       | bé integrant del patrimoni cultural català | Capella de la Mare de Déu de l'Erola           | Modifica les dades a Wikidata |
|        | Sant Andreu                           | Tordera                  | església          | Estil: arquitectura romànica                                                                   | 41° 41′ 02″ N, 2° 41′ 46″ E / 41.6839°N,2.6961°E                                                        | bé cultural d'interès local                | Sant Andreu de Tordera                         | Modifica les dades a Wikidata |
|        | Sant Daniel de Tordera                | Tordera                  | església          | Estil: barroc                                                                                  | 41° 42′ 11″ N, 2° 45′ 42″ E / 41.703055555556°N,2.7616666666667°E                                       | bé integrant del patrimoni cultural català | Sant Daniel de Tordera                         | Modifica les dades a Wikidata |
|        | Sant Esteve de Tordera                | Tordera                  | església          | Estil: arquitectura romànica arquitectura gòtica arquitectura barroca arquitectura neoclàssica | 41° 42′ 06″ N, 2° 43′ 08″ E / 41.7018°N,2.71887°E                                                       | bé cultural d'interès local                | Sant Esteve de Tordera                         | Modifica les dades a Wikidata |
|        | Sant Miquel de Vallmanya              | Tordera                  | església          | Estil: barroc                                                                                  | 41° 40′ 22″ N, 2° 39′ 13″ E / 41.6729°N,2.6535°E ca:Camí de Vallmanya                                   | bé cultural d'interès local                | Església de Sant Miquel de Vallmanya (Tordera) | Modifica les dades a Wikidata |
|        | Sant Tou                              | Tordera                  | església          | Estil: barroc                                                                                  | 41° 41′ 44″ N, 2° 40′ 45″ E / 41.69568°N,2.67911°E                                                      | bé cultural d'interès local                | Església de Sant Tou de Tordera                | Modifica les dades a Wikidata |
|        | Sant Vicenç de Tordera                | Tordera                  | església          | Estil: arquitectura romànica                                                                   | 41° 43′ 15″ N, 2° 41′ 55″ E / 41.72095°N,2.69857°E                                                      | bé cultural d'interès local                | Capella de Sant Vicenç (Tordera)               | Modifica les dades a Wikidata |
|        | Santa Eulàlia d'Hortsavinyà           | Tordera                  | església          | Estil: arquitectura barroca                                                                    | 41° 40′ 04″ N, 2° 37′ 43″ E / 41.6678°N,2.62871°E                                                       | bé cultural d'interès local                | Santa Eulàlia d'Hortsavinyà                    | Modifica les dades a Wikidata |
|        | capella de Sant Ponç                  | Tordera                  | església ermita   | Estil: arquitectura romànica arquitectura barroca                                              | 41° 42′ 32″ N, 2° 40′ 22″ E / 41.70898°N,2.67283°E ca:Carretera de Tordera a Fogars                     | bé cultural d'interès local                | Capella de Sant Ponç de Tordera                | Modifica les dades a Wikidata |
|        | església de Sant Pere de Riu          | Tordera Sant Pere de Riu | església          | Estil: arquitectura romànica arquitectura barroca                                              | 41° 38′ 50″ N, 2° 40′ 40″ E / 41.64722°N,2.67773°E                                                      | bé cultural d'interès local                | Sant Pere de Riu                               | Modifica les dades a Wikidata |
|        | la Immaculada                         | Tordera                  | església capella  |                                                                                                | 41° 43′ 50″ N, 2° 42′ 33″ E / 41.7304502819967°N,2.70914885343012°E ca:masia de Can Malagarriga 49 msnm |                                            |                                                | Modifica les dades a Wikidata |

## indret
| imatge | Nom                            | Ubicat a | instància de | Detalls                     | coordenades                                        | Protecció                                  | Commons (més fotos)                      | Dades a WD                    |
| ------ | ------------------------------ | -------- | ------------ | --------------------------- | -------------------------------------------------- | ------------------------------------------ | ---------------------------------------- | ----------------------------- |
|        | Bosc de Mas Julià              | Tordera  | indret       |                             | 41° 43′ 47″ N, 2° 42′ 40″ E / 41.7296°N,2.711°E    |                                            |                                          | Modifica les dades a Wikidata |
|        | Illa del Riu                   | Tordera  | indret       |                             | 41° 42′ 28″ N, 2° 42′ 31″ E / 41.7077°N,2.7085°E   |                                            |                                          | Modifica les dades a Wikidata |
|        | Mirador de la plaça de la Vila | Tordera  | indret       | Estil: arquitectura popular | 41° 42′ 07″ N, 2° 43′ 07″ E / 41.70201°N,2.71861°E | bé integrant del patrimoni cultural català | Mirador de la plaça de la Vila (Tordera) | Modifica les dades a Wikidata |
|        | Prats d'en Gai                 | Tordera  | indret       |                             | 41° 41′ 36″ N, 2° 44′ 57″ E / 41.6932°N,2.7491°E   |                                            |                                          | Modifica les dades a Wikidata |

## masia
| imatge | Nom                     | Ubicat a | instància de | Detalls                     | coordenades                                                                                  | Protecció                                            | Commons (més fotos)       | Dades a WD                    |
| ------ | ----------------------- | -------- | ------------ | --------------------------- | -------------------------------------------------------------------------------------------- | ---------------------------------------------------- | ------------------------- | ----------------------------- |
|        | Ca l'Aleix              | Tordera  | masia        |                             | 41° 43′ 14″ N, 2° 41′ 11″ E / 41.72063580763°N,2.68641092167188°E                            |                                                      |                           | Modifica les dades a Wikidata |
|        | Ca l'Amat               | Tordera  | masia        |                             | 41° 39′ 01″ N, 2° 38′ 55″ E / 41.65032°N,2.64849°E                                           |                                                      |                           | Modifica les dades a Wikidata |
|        | Ca l'Angeleta           | Tordera  | masia        |                             | 41° 42′ 26″ N, 2° 46′ 02″ E / 41.7071102927704°N,2.76732148178068°E                          |                                                      |                           | Modifica les dades a Wikidata |
|        | Ca l'Argenter           | Tordera  | masia        |                             | 41° 42′ 54″ N, 2° 43′ 40″ E / 41.7150217430369°N,2.7277791861576°E                           |                                                      |                           | Modifica les dades a Wikidata |
|        | Ca l'Arnau              | Tordera  | masia        |                             | 41° 41′ 52″ N, 2° 42′ 46″ E / 41.6978805710133°N,2.71272078459435°E                          |                                                      |                           | Modifica les dades a Wikidata |
|        | Ca l'Aulet              | Tordera  | masia        |                             | 41° 40′ 48″ N, 2° 40′ 37″ E / 41.6800504546759°N,2.67692418138316°E                          |                                                      |                           | Modifica les dades a Wikidata |
|        | Ca l'Estany             | Tordera  | masia        |                             | 41° 41′ 29″ N, 2° 42′ 03″ E / 41.691518025166°N,2.70075628616955°E                           |                                                      |                           | Modifica les dades a Wikidata |
|        | Ca l'Ocellet            | Tordera  | masia        |                             | 41° 41′ 13″ N, 2° 42′ 29″ E / 41.6869070149667°N,2.70801127621388°E                          |                                                      |                           | Modifica les dades a Wikidata |
|        | Ca l'Orencs             | Tordera  | masia        |                             | 41° 41′ 16″ N, 2° 45′ 27″ E / 41.6878686900076°N,2.75746546930349°E                          |                                                      |                           | Modifica les dades a Wikidata |
|        | Ca l'Àngel              | Tordera  | masia        |                             | 41° 41′ 57″ N, 2° 41′ 46″ E / 41.6992522727417°N,2.69622559700499°E                          |                                                      |                           | Modifica les dades a Wikidata |
|        | Ca la Verda             | Tordera  | masia        |                             | 41° 39′ 06″ N, 2° 39′ 33″ E / 41.6517438518609°N,2.65923163816198°E                          |                                                      |                           | Modifica les dades a Wikidata |
|        | Cal Barraquer           | Tordera  | masia        |                             | 41° 42′ 48″ N, 2° 43′ 35″ E / 41.7132078209988°N,2.72630827098444°E                          |                                                      |                           | Modifica les dades a Wikidata |
|        | Cal Bisbe               | Tordera  | masia        |                             | 41° 42′ 16″ N, 2° 45′ 04″ E / 41.7043293527094°N,2.75120169637743°E                          |                                                      |                           | Modifica les dades a Wikidata |
|        | Cal Cabrer              | Tordera  | masia        |                             | 41° 42′ 15″ N, 2° 44′ 39″ E / 41.7042505718197°N,2.74403854624949°E                          |                                                      |                           | Modifica les dades a Wikidata |
|        | Cal Caletre             | Tordera  | masia        |                             | 41° 38′ 53″ N, 2° 38′ 34″ E / 41.6481000881516°N,2.64279883497248°E                          |                                                      |                           | Modifica les dades a Wikidata |
|        | Cal Capella             | Tordera  | masia        |                             | 41° 42′ 09″ N, 2° 44′ 12″ E / 41.7024682155077°N,2.7365338115694°E                           |                                                      |                           | Modifica les dades a Wikidata |
|        | Cal Cigaler             | Tordera  | masia        |                             | 41° 42′ 18″ N, 2° 45′ 15″ E / 41.7049571250361°N,2.75411997830226°E                          |                                                      |                           | Modifica les dades a Wikidata |
|        | Cal General             | Tordera  | masia        |                             | 41° 43′ 15″ N, 2° 41′ 06″ E / 41.7209024662447°N,2.6851112154502°E                           |                                                      |                           | Modifica les dades a Wikidata |
|        | Cal Genovès             | Tordera  | masia        |                             | 41° 38′ 17″ N, 2° 39′ 11″ E / 41.6381246516171°N,2.65310782436776°E                          |                                                      |                           | Modifica les dades a Wikidata |
|        | Cal Guillot             | Tordera  | masia        |                             | 41° 41′ 59″ N, 2° 41′ 28″ E / 41.6996353218373°N,2.69124819663407°E                          |                                                      |                           | Modifica les dades a Wikidata |
|        | Cal Marquesó de Baix    | Tordera  | masia        |                             | 41° 39′ 05″ N, 2° 39′ 50″ E / 41.6513165413715°N,2.66400160685435°E                          |                                                      |                           | Modifica les dades a Wikidata |
|        | Cal Marquès             | Tordera  | masia        |                             | 41° 38′ 47″ N, 2° 40′ 36″ E / 41.6462911037338°N,2.67676866205068°E                          |                                                      |                           | Modifica les dades a Wikidata |
|        | Cal Mercader            | Tordera  | masia        |                             | 41° 42′ 47″ N, 2° 43′ 44″ E / 41.7131057778951°N,2.72885712726097°E                          |                                                      |                           | Modifica les dades a Wikidata |
|        | Cal Nano                | Tordera  | masia        |                             | 41° 40′ 57″ N, 2° 43′ 29″ E / 41.6825977383691°N,2.7246958184653°E                           |                                                      |                           | Modifica les dades a Wikidata |
|        | Cal Petit Boadella      | Tordera  | masia        |                             | 41° 42′ 25″ N, 2° 44′ 04″ E / 41.706841126887°N,2.734556748291°E                             |                                                      |                           | Modifica les dades a Wikidata |
|        | Cal Rajoler             | Tordera  | masia        |                             | 41° 42′ 05″ N, 2° 41′ 51″ E / 41.7013095484069°N,2.69761007994254°E                          |                                                      |                           | Modifica les dades a Wikidata |
|        | Cal Rei                 | Tordera  | masia        |                             | 41° 42′ 14″ N, 2° 44′ 15″ E / 41.7037675668307°N,2.73755013317215°E                          |                                                      |                           | Modifica les dades a Wikidata |
|        | Cal Ros                 | Tordera  | masia        |                             | 41° 38′ 58″ N, 2° 39′ 08″ E / 41.6495343139935°N,2.65229005409966°E                          |                                                      |                           | Modifica les dades a Wikidata |
|        | Cal Sant                | Tordera  | masia        |                             | 41° 43′ 39″ N, 2° 45′ 11″ E / 41.7275356633795°N,2.75305999908721°E                          |                                                      |                           | Modifica les dades a Wikidata |
|        | Cal Toronjó             | Tordera  | masia        |                             | 41° 41′ 19″ N, 2° 40′ 23″ E / 41.6886771418363°N,2.67297572354134°E                          |                                                      |                           | Modifica les dades a Wikidata |
|        | Can Balaguer            | Tordera  | masia        |                             | 41° 41′ 40″ N, 2° 42′ 23″ E / 41.6944147196443°N,2.70634295993596°E                          |                                                      |                           | Modifica les dades a Wikidata |
|        | Can Baldomero           | Tordera  | masia        |                             | 41° 42′ 11″ N, 2° 44′ 23″ E / 41.7030701556391°N,2.73981254056525°E                          |                                                      |                           | Modifica les dades a Wikidata |
|        | Can Bartolí             | Tordera  | masia        |                             | 41° 42′ 18″ N, 2° 44′ 03″ E / 41.7050478937946°N,2.73420354311171°E                          |                                                      |                           | Modifica les dades a Wikidata |
|        | Can Bassart             | Tordera  | masia        |                             | 41° 38′ 52″ N, 2° 40′ 19″ E / 41.6479074343486°N,2.67183700359048°E                          |                                                      |                           | Modifica les dades a Wikidata |
|        | Can Bautista            | Tordera  | masia        |                             | 41° 42′ 19″ N, 2° 44′ 16″ E / 41.7052722909242°N,2.73778440216157°E                          |                                                      |                           | Modifica les dades a Wikidata |
|        | Can Bec                 | Tordera  | masia        |                             | 41° 38′ 56″ N, 2° 40′ 49″ E / 41.6488587878478°N,2.68021439308229°E                          |                                                      |                           | Modifica les dades a Wikidata |
|        | Can Beltran             | Tordera  | masia        |                             | 41° 41′ 06″ N, 2° 42′ 41″ E / 41.6850510847677°N,2.71139606206732°E                          |                                                      |                           | Modifica les dades a Wikidata |
|        | Can Benet Vives         | Tordera  | masia        |                             | 41° 39′ 49″ N, 2° 36′ 58″ E / 41.6636592832414°N,2.61603498089941°E                          |                                                      |                           | Modifica les dades a Wikidata |
|        | Can Bert                | Tordera  | masia        |                             | 41° 38′ 54″ N, 2° 40′ 22″ E / 41.648369089299°N,2.67263925149005°E                           |                                                      |                           | Modifica les dades a Wikidata |
|        | Can Bibi                | Tordera  | masia        |                             | 41° 39′ 00″ N, 2° 40′ 39″ E / 41.6501034248447°N,2.6775782363635°E                           |                                                      |                           | Modifica les dades a Wikidata |
|        | Can Bocassa             | Tordera  | masia        |                             | 41° 43′ 27″ N, 2° 44′ 19″ E / 41.7240991040063°N,2.73864565857132°E                          |                                                      |                           | Modifica les dades a Wikidata |
|        | Can Bofill              | Tordera  | masia        | Estil: arquitectura popular | 41° 41′ 15″ N, 2° 41′ 59″ E / 41.68754°N,2.69981°E ca:Camí de Vallmanya                      | bé integrant del patrimoni cultural català           | Can Bofill (Tordera)      | Modifica les dades a Wikidata |
|        | Can Boia                | Tordera  | masia        |                             | 41° 41′ 44″ N, 2° 45′ 13″ E / 41.69550602148°N,2.7537224071348°E                             |                                                      |                           | Modifica les dades a Wikidata |
|        | Can Borra               | Tordera  | masia        |                             | 41° 39′ 54″ N, 2° 37′ 34″ E / 41.6650072555813°N,2.6260208727027°E                           |                                                      |                           | Modifica les dades a Wikidata |
|        | Can Borrell             | Tordera  | masia        |                             | 41° 41′ 16″ N, 2° 40′ 02″ E / 41.6879128992929°N,2.66717578530519°E                          |                                                      |                           | Modifica les dades a Wikidata |
|        | Can Bosc                | Tordera  | masia        |                             | 41° 42′ 06″ N, 2° 45′ 08″ E / 41.701678°N,2.75223°E 29 msnm                                  |                                                      |                           | Modifica les dades a Wikidata |
|        | Can Boscà               | Tordera  | masia        |                             | 41° 43′ 15″ N, 2° 41′ 58″ E / 41.7206978412788°N,2.69951490054673°E                          |                                                      |                           | Modifica les dades a Wikidata |
|        | Can Boter               | Tordera  | masia        |                             | 41° 43′ 13″ N, 2° 41′ 17″ E / 41.7201451026254°N,2.68813247790256°E                          |                                                      |                           | Modifica les dades a Wikidata |
|        | Can Boveta              | Tordera  | masia        |                             | 41° 38′ 42″ N, 2° 40′ 36″ E / 41.6449578867947°N,2.67671528448135°E                          |                                                      |                           | Modifica les dades a Wikidata |
|        | Can Breviari            | Tordera  | masia        |                             | 41° 39′ 34″ N, 2° 37′ 50″ E / 41.659554374344°N,2.63049645057644°E                           |                                                      |                           | Modifica les dades a Wikidata |
|        | Can Brunet              | Tordera  | masia        |                             | 41° 39′ 46″ N, 2° 43′ 09″ E / 41.6628044788457°N,2.71911071407169°E                          |                                                      |                           | Modifica les dades a Wikidata |
|        | Can Brunet Gros         | Tordera  | masia        |                             | 41° 41′ 23″ N, 2° 41′ 38″ E / 41.6896712721614°N,2.69380729253536°E                          |                                                      |                           | Modifica les dades a Wikidata |
|        | Can Buc                 | Tordera  | masia        |                             | 41° 40′ 23″ N, 2° 38′ 55″ E / 41.6729870426905°N,2.64867998547298°E                          |                                                      |                           | Modifica les dades a Wikidata |
|        | Can Buc de les Nogueres | Tordera  | masia        |                             | 41° 39′ 18″ N, 2° 39′ 32″ E / 41.6550751076679°N,2.65875769766359°E                          |                                                      |                           | Modifica les dades a Wikidata |
|        | Can Bufí                | Tordera  | masia        |                             | 41° 39′ 05″ N, 2° 40′ 07″ E / 41.6514740419615°N,2.66861239485653°E                          |                                                      |                           | Modifica les dades a Wikidata |
|        | Can Burgada             | Tordera  | masia        | Estil: arquitectura popular | 41° 40′ 27″ N, 2° 39′ 38″ E / 41.67429°N,2.66046°E                                           | bé cultural d'interès local                          | Can Burgada (Tordera)     | Modifica les dades a Wikidata |
|        | Can Calella             | Tordera  | masia        |                             | 41° 43′ 10″ N, 2° 41′ 10″ E / 41.7195361692113°N,2.68612773828226°E                          |                                                      |                           | Modifica les dades a Wikidata |
|        | Can Calent              | Tordera  | masia        |                             | 41° 41′ 05″ N, 2° 45′ 38″ E / 41.6847315934406°N,2.76051719382354°E                          |                                                      |                           | Modifica les dades a Wikidata |
|        | Can Camps               | Tordera  | masia        | Estil: arquitectura popular | 41° 41′ 35″ N, 2° 38′ 33″ E / 41.6931°N,2.64253°E                                            | bé cultural d'interès local                          |                           | Modifica les dades a Wikidata |
|        | Can Canyamars           | Tordera  | masia        |                             | 41° 39′ 06″ N, 2° 37′ 22″ E / 41.6516389466573°N,2.622759586763°E                            |                                                      |                           | Modifica les dades a Wikidata |
|        | Can Carbó               | Tordera  | masia        |                             | 41° 42′ 02″ N, 2° 41′ 44″ E / 41.7005746499992°N,2.69559441024088°E                          |                                                      |                           | Modifica les dades a Wikidata |
|        | Can Casalins            | Tordera  | masia        |                             | 41° 39′ 29″ N, 2° 37′ 00″ E / 41.657968904343°N,2.6166813221207°E                            |                                                      |                           | Modifica les dades a Wikidata |
|        | Can Caselles            | Tordera  | masia        | Estil: arquitectura popular | 41° 41′ 29″ N, 2° 42′ 48″ E / 41.691434°N,2.713387°E ca:Carrer Sant Jaume, 6                 | bé cultural d'interès local                          | Can Casellas (Tordera)    | Modifica les dades a Wikidata |
|        | Can Castellar d'Índies  | Tordera  | masia        |                             | 41° 38′ 56″ N, 2° 36′ 48″ E / 41.6488967521754°N,2.61342064716704°E                          |                                                      |                           | Modifica les dades a Wikidata |
|        | Can Cata                | Tordera  | masia        |                             | 41° 41′ 53″ N, 2° 45′ 47″ E / 41.6981393279494°N,2.76297923843175°E                          |                                                      |                           | Modifica les dades a Wikidata |
|        | Can Claric              | Tordera  | masia        | 18th century                | 41° 40′ 02″ N, 2° 38′ 10″ E / 41.667235°N,2.636023°E 500 msnm                                | bé cultural d'interès local                          |                           | Modifica les dades a Wikidata |
|        | Can Conxita             | Tordera  | masia        |                             | 41° 43′ 50″ N, 2° 42′ 34″ E / 41.7306128335141°N,2.70931645796123°E                          |                                                      |                           | Modifica les dades a Wikidata |
|        | Can Costurer            | Tordera  | masia        |                             | 41° 41′ 23″ N, 2° 45′ 31″ E / 41.6897895502838°N,2.75857579159859°E                          |                                                      |                           | Modifica les dades a Wikidata |
|        | Can Croses              | Tordera  | masia        |                             | 41° 42′ 20″ N, 2° 44′ 02″ E / 41.7055877596176°N,2.73396093033043°E                          |                                                      |                           | Modifica les dades a Wikidata |
|        | Can Cuques              | Tordera  | masia        |                             | 41° 39′ 51″ N, 2° 37′ 16″ E / 41.6641801002795°N,2.62098072575165°E                          |                                                      |                           | Modifica les dades a Wikidata |
|        | Can Cuqueta             | Tordera  | masia        |                             |                                                                                              | bé cultural d'interès local                          |                           | Modifica les dades a Wikidata |
|        | Can Dieta               | Tordera  | masia        |                             | 41° 41′ 41″ N, 2° 41′ 35″ E / 41.6947583489065°N,2.69307413786872°E                          |                                                      |                           | Modifica les dades a Wikidata |
|        | Can Feliu               | Tordera  | masia        |                             | 41° 41′ 02″ N, 2° 40′ 38″ E / 41.6840051125189°N,2.67710866203187°E                          |                                                      |                           | Modifica les dades a Wikidata |
|        | Can Feló                | Tordera  | masia        |                             | 41° 41′ 56″ N, 2° 45′ 43″ E / 41.6989840548622°N,2.76203871413406°E                          |                                                      |                           | Modifica les dades a Wikidata |
|        | Can Ferrer              | Tordera  | masia        |                             | 41° 42′ 45″ N, 2° 40′ 13″ E / 41.712525°N,2.670394°E 78 msnm                                 |                                                      |                           | Modifica les dades a Wikidata |
|        | Can Ferriol de Baix     | Tordera  | masia        |                             | 41° 39′ 13″ N, 2° 39′ 28″ E / 41.6535410884017°N,2.65781702210844°E                          |                                                      |                           | Modifica les dades a Wikidata |
|        | Can Ferriol de Dalt     | Tordera  | masia        |                             | 41° 39′ 12″ N, 2° 39′ 18″ E / 41.6533887555063°N,2.65506759649569°E                          |                                                      |                           | Modifica les dades a Wikidata |
|        | Can Font                | Tordera  | masia        |                             | 41° 42′ 25″ N, 2° 45′ 47″ E / 41.7069934152604°N,2.76301883967012°E                          |                                                      |                           | Modifica les dades a Wikidata |
|        | Can Font-rodona         | Tordera  | masia        |                             | 41° 40′ 37″ N, 2° 37′ 56″ E / 41.6769260397227°N,2.63231936365824°E                          |                                                      |                           | Modifica les dades a Wikidata |
|        | Can Forest              | Tordera  | masia        |                             | 41° 38′ 58″ N, 2° 40′ 45″ E / 41.6493064650503°N,2.67925145987793°E                          |                                                      |                           | Modifica les dades a Wikidata |
|        | Can Forquet             | Tordera  | masia        |                             | 41° 41′ 07″ N, 2° 45′ 54″ E / 41.6852634769668°N,2.76510521320824°E                          |                                                      |                           | Modifica les dades a Wikidata |
|        | Can Fosques             | Tordera  | masia        |                             | 41° 42′ 19″ N, 2° 44′ 07″ E / 41.7052845735184°N,2.73528431514622°E                          |                                                      |                           | Modifica les dades a Wikidata |
|        | Can Freixes             | Tordera  | masia        |                             | 41° 42′ 39″ N, 2° 40′ 40″ E / 41.7107127932002°N,2.6776602099457°E                           |                                                      |                           | Modifica les dades a Wikidata |
|        | Can Fèlix Merla         | Tordera  | masia        |                             | 41° 42′ 54″ N, 2° 41′ 10″ E / 41.7149156226715°N,2.68616224016059°E                          |                                                      |                           | Modifica les dades a Wikidata |
|        | Can Gaget               | Tordera  | masia        |                             | 41° 41′ 38″ N, 2° 42′ 13″ E / 41.6938313600892°N,2.70365374418048°E                          |                                                      |                           | Modifica les dades a Wikidata |
|        | Can Gall                | Tordera  | masia        |                             | 41° 41′ 55″ N, 2° 45′ 14″ E / 41.6985434594529°N,2.75384395579156°E                          |                                                      |                           | Modifica les dades a Wikidata |
|        | Can Galvà               | Tordera  | masia        |                             | 41° 43′ 14″ N, 2° 41′ 46″ E / 41.7206886082539°N,2.6960044393875°E                           |                                                      |                           | Modifica les dades a Wikidata |
|        | Can Garbeller           | Tordera  | masia        |                             | 41° 41′ 50″ N, 2° 41′ 55″ E / 41.6971869554451°N,2.69862687736012°E                          |                                                      |                           | Modifica les dades a Wikidata |
|        | Can Garrigueta          | Tordera  | masia        |                             | 41° 43′ 16″ N, 2° 41′ 43″ E / 41.7210376192218°N,2.69514920838671°E                          |                                                      |                           | Modifica les dades a Wikidata |
|        | Can Gatosa              | Tordera  | masia        |                             | 41° 42′ 13″ N, 2° 43′ 54″ E / 41.7036635872115°N,2.73152898335904°E                          |                                                      |                           | Modifica les dades a Wikidata |
|        | Can Gelmar              | Tordera  | masia        |                             | 41° 43′ 42″ N, 2° 42′ 17″ E / 41.7283494100034°N,2.70474563015303°E                          |                                                      |                           | Modifica les dades a Wikidata |
|        | Can Gelmar Vell         | Tordera  | masia        |                             | 41° 43′ 41″ N, 2° 42′ 09″ E / 41.72817°N,2.70257°E ca:Ctra GI-512, Km 4                      | bé integrant del patrimoni cultural català           | Can Gelmar Vell (Tordera) | Modifica les dades a Wikidata |
|        | Can Gener               | Tordera  | masia        |                             | 41° 43′ 01″ N, 2° 42′ 47″ E / 41.7168142774429°N,2.71302117379691°E                          |                                                      |                           | Modifica les dades a Wikidata |
|        | Can Gran                | Tordera  | masia        |                             | 41° 41′ 00″ N, 2° 39′ 25″ E / 41.6833705396113°N,2.65704624820969°E                          |                                                      |                           | Modifica les dades a Wikidata |
|        | Can Granell             | Tordera  | masia        |                             | 41° 42′ 18″ N, 2° 41′ 32″ E / 41.705132496293°N,2.69230364265219°E                           |                                                      |                           | Modifica les dades a Wikidata |
|        | Can Guixer              | Tordera  | masia        |                             | 41° 42′ 14″ N, 2° 45′ 36″ E / 41.7037537229921°N,2.76006201138868°E                          |                                                      |                           | Modifica les dades a Wikidata |
|        | Can Jaumic              | Tordera  | masia        |                             | 41° 42′ 02″ N, 2° 41′ 49″ E / 41.7004700916821°N,2.6969289576971°E                           |                                                      |                           | Modifica les dades a Wikidata |
|        | Can Jepeta              | Tordera  | masia        |                             | 41° 41′ 58″ N, 2° 46′ 25″ E / 41.6994939362731°N,2.77367058197112°E                          |                                                      |                           | Modifica les dades a Wikidata |
|        | Can Joan Font           | Tordera  | masia        |                             | 41° 42′ 29″ N, 2° 45′ 41″ E / 41.7080890674675°N,2.76146424450845°E                          |                                                      |                           | Modifica les dades a Wikidata |
|        | Can Joan Mates          | Tordera  | masia        |                             | 41° 41′ 42″ N, 2° 42′ 33″ E / 41.6949440654515°N,2.70906852021495°E                          |                                                      |                           | Modifica les dades a Wikidata |
|        | Can Joan Niscle         | Tordera  | masia        |                             | 41° 41′ 50″ N, 2° 41′ 22″ E / 41.6971267105943°N,2.68952961970242°E                          |                                                      |                           | Modifica les dades a Wikidata |
|        | Can Llagosta            | Tordera  | masia        |                             | 41° 41′ 11″ N, 2° 42′ 45″ E / 41.6862604992086°N,2.71237595822664°E                          |                                                      |                           | Modifica les dades a Wikidata |
|        | Can Llambre             | Tordera  | masia        |                             | 41° 41′ 17″ N, 2° 45′ 38″ E / 41.6879473972475°N,2.76063744629261°E                          |                                                      |                           | Modifica les dades a Wikidata |
|        | Can Llesques            | Tordera  | masia        |                             | 41° 42′ 46″ N, 2° 43′ 28″ E / 41.7126989178892°N,2.72442316587872°E                          |                                                      |                           | Modifica les dades a Wikidata |
|        | Can Llop                | Tordera  | masia        |                             | 41° 42′ 43″ N, 2° 43′ 43″ E / 41.7119073052632°N,2.72863377155004°E                          |                                                      |                           | Modifica les dades a Wikidata |
|        | Can Lluci               | Tordera  | masia        |                             | 41° 41′ 41″ N, 2° 41′ 19″ E / 41.6945845873779°N,2.6887486958758°E                           |                                                      |                           | Modifica les dades a Wikidata |
|        | Can Lluna               | Tordera  | masia        |                             | 41° 42′ 02″ N, 2° 45′ 03″ E / 41.7005003664919°N,2.75075975202243°E                          |                                                      |                           | Modifica les dades a Wikidata |
|        | Can Malagarriga         | Tordera  | masia        |                             | 41° 43′ 50″ N, 2° 42′ 29″ E / 41.7306008091151°N,2.70812612389713°E                          |                                                      |                           | Modifica les dades a Wikidata |
|        | Can Manel               | Tordera  | masia        |                             | 41° 41′ 51″ N, 2° 42′ 40″ E / 41.6975615298078°N,2.71120794041026°E                          |                                                      |                           | Modifica les dades a Wikidata |
|        | Can Manresa             | Tordera  | masia        |                             | 41° 42′ 52″ N, 2° 43′ 34″ E / 41.7144506459173°N,2.72624289309002°E                          |                                                      |                           | Modifica les dades a Wikidata |
|        | Can Marietes            | Tordera  | masia        |                             | 41° 43′ 37″ N, 2° 44′ 13″ E / 41.7270766094761°N,2.73696232925305°E                          |                                                      |                           | Modifica les dades a Wikidata |
|        | Can Mas                 | Tordera  | masia        |                             | 41° 39′ 17″ N, 2° 38′ 41″ E / 41.6547263305946°N,2.64471985586655°E                          |                                                      |                           | Modifica les dades a Wikidata |
|        | Can Mascaró             | Tordera  | masia        |                             | 41° 40′ 38″ N, 2° 37′ 52″ E / 41.677164197672°N,2.6312489923217°E                            |                                                      |                           | Modifica les dades a Wikidata |
|        | Can Mates               | Tordera  | masia        |                             | 41° 42′ 02″ N, 2° 40′ 45″ E / 41.700656022973°N,2.67915266216139°E                           |                                                      |                           | Modifica les dades a Wikidata |
|        | Can Met                 | Tordera  | masia        |                             | 41° 41′ 50″ N, 2° 46′ 21″ E / 41.6972760139117°N,2.77257270937867°E                          |                                                      |                           | Modifica les dades a Wikidata |
|        | Can Miquel Arnau        | Tordera  | masia        |                             | 41° 41′ 44″ N, 2° 41′ 47″ E / 41.6956409669714°N,2.69643487208984°E                          |                                                      |                           | Modifica les dades a Wikidata |
|        | Can Mirambell           | Tordera  | masia        |                             | 41° 43′ 19″ N, 2° 41′ 51″ E / 41.7219087693905°N,2.69759768132224°E                          |                                                      |                           | Modifica les dades a Wikidata |
|        | Can Moixer              | Tordera  | masia        |                             | 41° 40′ 25″ N, 2° 39′ 21″ E / 41.6735403710101°N,2.65592111151566°E                          |                                                      |                           | Modifica les dades a Wikidata |
|        | Can Monell              | Tordera  | masia        |                             | 41° 42′ 55″ N, 2° 43′ 43″ E / 41.7152938301717°N,2.72857144207685°E                          |                                                      |                           | Modifica les dades a Wikidata |
|        | Can Monnar              | Tordera  | masia        |                             | 41° 44′ 08″ N, 2° 43′ 23″ E / 41.7354202178061°N,2.72293115955216°E                          |                                                      |                           | Modifica les dades a Wikidata |
|        | Can Montsant            | Tordera  | masia        |                             | 41° 41′ 05″ N, 2° 36′ 49″ E / 41.684601457509°N,2.61350739096883°E                           | bé cultural d'interès local                          |                           | Modifica les dades a Wikidata |
|        | Can Mussol              | Tordera  | masia        |                             | 41° 42′ 28″ N, 2° 45′ 26″ E / 41.7076835926319°N,2.75709051484743°E                          |                                                      |                           | Modifica les dades a Wikidata |
|        | Can Nans                | Tordera  | masia        |                             | 41° 41′ 56″ N, 2° 41′ 25″ E / 41.6989478457461°N,2.69015782656962°E                          |                                                      |                           | Modifica les dades a Wikidata |
|        | Can Nasi                | Tordera  | masia        |                             | 41° 41′ 26″ N, 2° 41′ 46″ E / 41.6905872962124°N,2.69618224898085°E                          |                                                      |                           | Modifica les dades a Wikidata |
|        | Can Nia                 | Tordera  | masia        |                             | 41° 41′ 49″ N, 2° 46′ 17″ E / 41.6969585252786°N,2.77144414880401°E                          |                                                      |                           | Modifica les dades a Wikidata |
|        | Can Niscle              | Tordera  | masia        |                             | 41° 41′ 38″ N, 2° 41′ 26″ E / 41.6938418080131°N,2.69053083318225°E                          |                                                      |                           | Modifica les dades a Wikidata |
|        | Can Noia                | Tordera  | masia        |                             | 41° 41′ 06″ N, 2° 39′ 05″ E / 41.6850196986043°N,2.65134208399344°E                          |                                                      |                           | Modifica les dades a Wikidata |
|        | Can Nouhores            | Tordera  | masia        |                             | 41° 42′ 43″ N, 2° 43′ 41″ E / 41.7118607355358°N,2.72798485321998°E                          |                                                      |                           | Modifica les dades a Wikidata |
|        | Can Pagenet             | Tordera  | masia        |                             | 41° 40′ 09″ N, 2° 37′ 36″ E / 41.6690622410776°N,2.62656200018156°E                          |                                                      |                           | Modifica les dades a Wikidata |
|        | Can Pairet              | Tordera  | masia        |                             | 41° 38′ 48″ N, 2° 38′ 25″ E / 41.6467140333132°N,2.64024867956729°E                          |                                                      |                           | Modifica les dades a Wikidata |
|        | Can Palomeres           | Tordera  | masia        |                             | 41° 41′ 26″ N, 2° 42′ 03″ E / 41.6906892844693°N,2.7007240768856°E                           |                                                      |                           | Modifica les dades a Wikidata |
|        | Can Pasqual             | Tordera  | masia        |                             | 41° 42′ 41″ N, 2° 41′ 49″ E / 41.711479°N,2.697006°E                                         | bé integrant del patrimoni cultural català           | Can Pascual (Tordera)     | Modifica les dades a Wikidata |
|        | Can Pau Bonic           | Tordera  | masia        |                             | 41° 43′ 01″ N, 2° 43′ 54″ E / 41.716886404723°N,2.73169034953354°E                           |                                                      |                           | Modifica les dades a Wikidata |
|        | Can Pau Bruno           | Tordera  | masia        |                             | 41° 42′ 21″ N, 2° 45′ 13″ E / 41.7059288823323°N,2.75364751421051°E                          |                                                      |                           | Modifica les dades a Wikidata |
|        | Can Pau Palau           | Tordera  | masia        |                             | 41° 41′ 34″ N, 2° 46′ 00″ E / 41.692814569332°N,2.76662794820021°E                           |                                                      |                           | Modifica les dades a Wikidata |
|        | Can Peira               | Tordera  | masia        |                             | 41° 43′ 11″ N, 2° 42′ 50″ E / 41.7197435306055°N,2.71380160043086°E                          |                                                      |                           | Modifica les dades a Wikidata |
|        | Can Pere                | Tordera  | masia        |                             | 41° 43′ 25″ N, 2° 44′ 15″ E / 41.723591778539°N,2.73736127263062°E                           |                                                      |                           | Modifica les dades a Wikidata |
|        | Can Perereda            | Tordera  | masia        |                             | 41° 42′ 19″ N, 2° 41′ 18″ E / 41.7051760456518°N,2.68840915482558°E                          |                                                      |                           | Modifica les dades a Wikidata |
|        | Can Pibernat            | Tordera  | masia        |                             | 41° 41′ 15″ N, 2° 42′ 35″ E / 41.6873615983528°N,2.70967945444079°E                          |                                                      |                           | Modifica les dades a Wikidata |
|        | Can Pica                | Tordera  | masia        |                             | 41° 40′ 08″ N, 2° 37′ 24″ E / 41.66895°N,2.62327°E                                           | bé cultural d'interès local                          | Can Pica                  | Modifica les dades a Wikidata |
|        | Can Pinell              | Tordera  | masia        |                             | 41° 41′ 06″ N, 2° 42′ 32″ E / 41.6850088144009°N,2.708921030828°E                            |                                                      |                           | Modifica les dades a Wikidata |
|        | Can Planes              | Tordera  | masia        |                             | 41° 39′ 24″ N, 2° 38′ 51″ E / 41.6565727131234°N,2.64761621020605°E                          |                                                      |                           | Modifica les dades a Wikidata |
|        | Can Poc                 | Tordera  | masia        |                             | 41° 43′ 08″ N, 2° 41′ 26″ E / 41.718917905864°N,2.690638975409°E                             |                                                      |                           | Modifica les dades a Wikidata |
|        | Can Ponç                | Tordera  | masia        |                             | 41° 41′ 56″ N, 2° 42′ 44″ E / 41.6989961194979°N,2.71218701761088°E                          |                                                      |                           | Modifica les dades a Wikidata |
|        | Can Popet               | Tordera  | masia        |                             | 41° 42′ 59″ N, 2° 43′ 52″ E / 41.7164528599456°N,2.73117522867125°E                          |                                                      |                           | Modifica les dades a Wikidata |
|        | Can Portell             | Tordera  | masia        |                             | 41° 40′ 03″ N, 2° 37′ 29″ E / 41.6673813065237°N,2.6248419369267°E 436 msnm                  | bé cultural d'interès local                          | Can Portell (Tordera)     | Modifica les dades a Wikidata |
|        | Can Prats               | Tordera  | masia        |                             | 41° 42′ 45″ N, 2° 39′ 55″ E / 41.7123707785787°N,2.6652946257037°E                           |                                                      |                           | Modifica les dades a Wikidata |
|        | Can Pruna               | Tordera  | masia        | Estil: arquitectura popular | 41° 42′ 13″ N, 2° 45′ 43″ E / 41.70367°N,2.76191°E                                           | bé integrant del patrimoni cultural català           | Can Pruna (Tordera)       | Modifica les dades a Wikidata |
|        | Can Puig                | Tordera  | masia        |                             | 41° 42′ 29″ N, 2° 41′ 32″ E / 41.7080417570746°N,2.69228977092709°E                          |                                                      |                           | Modifica les dades a Wikidata |
|        | Can Puig Germanal       | Tordera  | masia        |                             | 41° 42′ 15″ N, 2° 42′ 17″ E / 41.7042553912254°N,2.70473569055024°E                          |                                                      |                           | Modifica les dades a Wikidata |
|        | Can Puig del Mas        | Tordera  | masia        |                             | 41° 42′ 55″ N, 2° 40′ 59″ E / 41.7153216638315°N,2.68314292547947°E                          |                                                      |                           | Modifica les dades a Wikidata |
|        | Can Pujades             | Tordera  | masia        |                             | 41° 41′ 36″ N, 2° 42′ 56″ E / 41.6933927581193°N,2.71543260538501°E ca:Carrer d'Enric Morera |                                                      | Can Pujades (Tordera)     | Modifica les dades a Wikidata |
|        | Can Rabic               | Tordera  | masia        |                             | 41° 41′ 57″ N, 2° 45′ 46″ E / 41.6992200021731°N,2.76289114239764°E                          |                                                      |                           | Modifica les dades a Wikidata |
|        | Can Raurell             | Tordera  | masia        |                             | 41° 42′ 16″ N, 2° 45′ 25″ E / 41.7043056696283°N,2.75697101749333°E                          |                                                      |                           | Modifica les dades a Wikidata |
|        | Can Rave                | Tordera  | masia        |                             | 41° 42′ 36″ N, 2° 43′ 15″ E / 41.7100333193128°N,2.72090058456187°E                          |                                                      |                           | Modifica les dades a Wikidata |
|        | Can Renoval             | Tordera  | masia        |                             | 41° 41′ 53″ N, 2° 41′ 35″ E / 41.6980187924049°N,2.69302258196945°E 48 msnm                  |                                                      |                           | Modifica les dades a Wikidata |
|        | Can Ribes               | Tordera  | masia        |                             | 41° 42′ 32″ N, 2° 42′ 47″ E / 41.7088882918399°N,2.71312854656624°E                          |                                                      |                           | Modifica les dades a Wikidata |
|        | Can Riboll              | Tordera  | masia        |                             | 41° 42′ 08″ N, 2° 41′ 48″ E / 41.7021807896867°N,2.6966805485259°E                           |                                                      |                           | Modifica les dades a Wikidata |
|        | Can Ricastell           | Tordera  | masia        | Estil: arquitectura popular | 41° 41′ 11″ N, 2° 41′ 22″ E / 41.68634°N,2.68953°E                                           | bé integrant del patrimoni cultural català           | Can Ricastell (Tordera)   | Modifica les dades a Wikidata |
|        | Can Ridorsa             | Tordera  | masia        |                             | 41° 41′ 38″ N, 2° 46′ 10″ E / 41.6938920630518°N,2.76942408234375°E                          |                                                      |                           | Modifica les dades a Wikidata |
|        | Can Riera               | Tordera  | masia        |                             | 41° 41′ 52″ N, 2° 45′ 54″ E / 41.6976841138287°N,2.76499993330741°E                          |                                                      |                           | Modifica les dades a Wikidata |
|        | Can Ritol               | Tordera  | masia        |                             | 41° 42′ 43″ N, 2° 43′ 17″ E / 41.7120071681912°N,2.72143297612658°E                          |                                                      |                           | Modifica les dades a Wikidata |
|        | Can Ritort              | Tordera  | masia        |                             | 41° 43′ 50″ N, 2° 42′ 38″ E / 41.7305526382953°N,2.71044699615486°E                          |                                                      |                           | Modifica les dades a Wikidata |
|        | Can Riu                 | Tordera  | masia        |                             | 41° 39′ 36″ N, 2° 39′ 19″ E / 41.660125594506°N,2.6553679722463°E                            |                                                      |                           | Modifica les dades a Wikidata |
|        | Can Ros Buc             | Tordera  | masia        |                             | 41° 43′ 10″ N, 2° 41′ 20″ E / 41.7195078881455°N,2.68897710249398°E                          |                                                      |                           | Modifica les dades a Wikidata |
|        | Can Roure               | Tordera  | masia        |                             | 41° 42′ 20″ N, 2° 41′ 25″ E / 41.7055866558369°N,2.69036634425022°E                          |                                                      |                           | Modifica les dades a Wikidata |
|        | Can Ruscalleda          | Tordera  | masia        |                             | 41° 41′ 25″ N, 2° 45′ 37″ E / 41.6902165799351°N,2.7603406361234°E                           |                                                      |                           | Modifica les dades a Wikidata |
|        | Can Santpere            | Tordera  | masia        |                             | 41° 41′ 02″ N, 2° 42′ 31″ E / 41.6839184136726°N,2.70870966750342°E                          |                                                      |                           | Modifica les dades a Wikidata |
|        | Can Sebastià            | Tordera  | masia        |                             | 41° 41′ 37″ N, 2° 41′ 18″ E / 41.6936107223975°N,2.68834480501806°E                          |                                                      |                           | Modifica les dades a Wikidata |
|        | Can Sentenac            | Tordera  | masia        |                             | 41° 41′ 13″ N, 2° 40′ 53″ E / 41.6869085044678°N,2.68144393061976°E                          |                                                      |                           | Modifica les dades a Wikidata |
|        | Can Serra               | Tordera  | masia        |                             | 41° 42′ 46″ N, 2° 42′ 46″ E / 41.712787215817°N,2.71266644175487°E 47 msnm                   |                                                      |                           | Modifica les dades a Wikidata |
|        | Can Serra               | Tordera  | masia        |                             | 41° 41′ 30″ N, 2° 42′ 08″ E / 41.6915937958778°N,2.70218594086779°E 51 msnm                  |                                                      |                           | Modifica les dades a Wikidata |
|        | Can Serra del Maçans    | Tordera  | masia        |                             | 41° 41′ 35″ N, 2° 42′ 27″ E / 41.6930753997628°N,2.70741857642933°E                          |                                                      |                           | Modifica les dades a Wikidata |
|        | Can Silvestre           | Tordera  | masia        |                             | 41° 41′ 39″ N, 2° 41′ 28″ E / 41.6942759550348°N,2.69120172396169°E                          |                                                      |                           | Modifica les dades a Wikidata |
|        | Can Sureda              | Tordera  | masia        |                             | 41° 44′ 13″ N, 2° 43′ 06″ E / 41.736967580613°N,2.71846311797712°E                           |                                                      |                           | Modifica les dades a Wikidata |
|        | Can Tagua               | Tordera  | masia        |                             | 41° 41′ 25″ N, 2° 45′ 31″ E / 41.690347812224°N,2.75848958789803°E                           |                                                      |                           | Modifica les dades a Wikidata |
|        | Can Tarranc             | Tordera  | masia        |                             | 41° 41′ 29″ N, 2° 45′ 57″ E / 41.6914798352452°N,2.76580361036245°E                          |                                                      |                           | Modifica les dades a Wikidata |
|        | Can Tartana             | Tordera  | masia        |                             | 41° 40′ 49″ N, 2° 40′ 55″ E / 41.6803523545637°N,2.68182469403204°E                          |                                                      |                           | Modifica les dades a Wikidata |
|        | Can Teies               | Tordera  | masia        |                             | 41° 41′ 40″ N, 2° 46′ 01″ E / 41.6944543935471°N,2.76688640346903°E                          |                                                      |                           | Modifica les dades a Wikidata |
|        | Can Telleda             | Tordera  | masia        | Estil: arquitectura popular | 41° 41′ 42″ N, 2° 40′ 33″ E / 41.6949°N,2.67581°E                                            | bé integrant del patrimoni cultural català           | Mas Telleda (Tordera)     | Modifica les dades a Wikidata |
|        | Can Ternet              | Tordera  | masia        |                             | 41° 42′ 19″ N, 2° 45′ 28″ E / 41.7053612201345°N,2.75778436352667°E                          |                                                      |                           | Modifica les dades a Wikidata |
|        | Can Terrades            | Tordera  | masia        |                             | 41° 39′ 36″ N, 2° 37′ 18″ E / 41.660019838715°N,2.6217381293834°E                            |                                                      |                           | Modifica les dades a Wikidata |
|        | Can Teulada             | Tordera  | masia        |                             | 41° 38′ 43″ N, 2° 40′ 27″ E / 41.6453379693852°N,2.67415562653179°E                          |                                                      |                           | Modifica les dades a Wikidata |
|        | Can Tió                 | Tordera  | masia        | Estil: arquitectura popular | 41° 41′ 50″ N, 2° 45′ 00″ E / 41.69719°N,2.75003°E ca:Carretera de Tordera a Blanes          | bé integrant del patrimoni cultural català           | Can Tió (Tordera)         | Modifica les dades a Wikidata |
|        | Can Tió Petit           | Tordera  | masia        |                             | 41° 41′ 57″ N, 2° 45′ 51″ E / 41.6992317784731°N,2.76423714705482°E                          |                                                      |                           | Modifica les dades a Wikidata |
|        | Can Toni Serra          | Tordera  | masia        |                             | 41° 41′ 10″ N, 2° 42′ 50″ E / 41.6860387728101°N,2.71375876547027°E                          |                                                      |                           | Modifica les dades a Wikidata |
|        | Can Torrent             | Tordera  | masia        |                             | 41° 42′ 03″ N, 2° 42′ 00″ E / 41.7009465604213°N,2.70001549985173°E                          |                                                      |                           | Modifica les dades a Wikidata |
|        | Can Tos Petit           | Tordera  | masia        |                             | 41° 41′ 18″ N, 2° 42′ 08″ E / 41.6882614424306°N,2.70229743974706°E                          |                                                      |                           | Modifica les dades a Wikidata |
|        | Can Tost                | Tordera  | masia        | Estil: arquitectura popular | 41° 41′ 14″ N, 2° 41′ 34″ E / 41.68723°N,2.69274°E                                           | bé integrant del patrimoni cultural català           | Can Tost (Tordera)        | Modifica les dades a Wikidata |
|        | Can Trobat              | Tordera  | masia        |                             | 41° 41′ 08″ N, 2° 41′ 13″ E / 41.6856806239996°N,2.68694118669396°E                          |                                                      |                           | Modifica les dades a Wikidata |
|        | Can Valldemaria Nou     | Tordera  | masia        |                             | 41° 43′ 44″ N, 2° 44′ 47″ E / 41.7288090519518°N,2.74634584530127°E                          |                                                      |                           | Modifica les dades a Wikidata |
|        | Can Valls               | Tordera  | masia        |                             | 41° 42′ 08″ N, 2° 44′ 23″ E / 41.7021783223491°N,2.73975604159158°E                          |                                                      |                           | Modifica les dades a Wikidata |
|        | Can Verdalet            | Tordera  | masia        |                             | 41° 42′ 37″ N, 2° 42′ 49″ E / 41.7101776135874°N,2.71365170846033°E                          |                                                      |                           | Modifica les dades a Wikidata |
|        | Can Verdeguer           | Tordera  | masia        |                             | 41° 40′ 28″ N, 2° 39′ 10″ E / 41.6743597321755°N,2.65282924150426°E                          |                                                      |                           | Modifica les dades a Wikidata |
|        | Can Verdeguera          | Tordera  | masia        |                             | 41° 41′ 12″ N, 2° 45′ 48″ E / 41.6867189764482°N,2.76332155765511°E                          |                                                      |                           | Modifica les dades a Wikidata |
|        | Can Verges              | Tordera  | masia        |                             | 41° 42′ 54″ N, 2° 42′ 43″ E / 41.7151092774587°N,2.71195886824132°E                          |                                                      |                           | Modifica les dades a Wikidata |
|        | Can Vernell             | Tordera  | masia        |                             | 41° 40′ 21″ N, 2° 39′ 09″ E / 41.6724674965523°N,2.6525871300455°E                           |                                                      |                           | Modifica les dades a Wikidata |
|        | Can Xacó                | Tordera  | masia        |                             | 41° 42′ 25″ N, 2° 45′ 34″ E / 41.7069499953106°N,2.75946116139944°E                          |                                                      |                           | Modifica les dades a Wikidata |
|        | Can Xameni              | Tordera  | masia        |                             | 41° 43′ 19″ N, 2° 44′ 35″ E / 41.7219020407483°N,2.74293457355044°E                          |                                                      |                           | Modifica les dades a Wikidata |
|        | Can Xico Tos            | Tordera  | masia        |                             | 41° 41′ 53″ N, 2° 42′ 54″ E / 41.6980030197063°N,2.71487147072117°E                          |                                                      |                           | Modifica les dades a Wikidata |
|        | Casa Helga              | Tordera  | masia        |                             | 41° 39′ 12″ N, 2° 39′ 31″ E / 41.6533091549129°N,2.65857486269785°E                          |                                                      |                           | Modifica les dades a Wikidata |
|        | Gelpí                   | Tordera  | masia        |                             | 41° 41′ 56″ N, 2° 44′ 27″ E / 41.6989831839025°N,2.74081451010483°E                          |                                                      |                           | Modifica les dades a Wikidata |
|        | Mas Bofí                | Tordera  | masia        | Estil: arquitectura popular | 41° 39′ 02″ N, 2° 40′ 03″ E / 41.65063°N,2.66756°E                                           | bé integrant del patrimoni cultural català           |                           | Modifica les dades a Wikidata |
|        | Mas Clèric              | Tordera  | masia        |                             | 41° 43′ 07″ N, 2° 44′ 30″ E / 41.718602317572°N,2.74154116254134°E                           |                                                      |                           | Modifica les dades a Wikidata |
|        | Mas Costa               | Tordera  | masia        |                             | 41° 41′ 44″ N, 2° 41′ 06″ E / 41.6956735565041°N,2.68511412646584°E                          |                                                      |                           | Modifica les dades a Wikidata |
|        | Mas Felip               | Tordera  | masia        |                             | 41° 42′ 33″ N, 2° 46′ 13″ E / 41.7090890746168°N,2.77041553799604°E                          |                                                      |                           | Modifica les dades a Wikidata |
|        | Mas Julià               | Tordera  | masia        |                             | 41° 43′ 42″ N, 2° 42′ 46″ E / 41.7282795762557°N,2.71272968080252°E                          |                                                      |                           | Modifica les dades a Wikidata |
|        | Mas Miquel              | Tordera  | masia        |                             | 41° 42′ 27″ N, 2° 44′ 35″ E / 41.7074907993003°N,2.74299198984101°E                          |                                                      |                           | Modifica les dades a Wikidata |
|        | Mas Pasqual             | Tordera  | masia        |                             | 41° 42′ 46″ N, 2° 41′ 41″ E / 41.7126420238477°N,2.69478017396028°E                          |                                                      |                           | Modifica les dades a Wikidata |
|        | Mas Portes              | Tordera  | masia        |                             | 41° 41′ 55″ N, 2° 45′ 11″ E / 41.6986140466144°N,2.75315865099364°E                          |                                                      |                           | Modifica les dades a Wikidata |
|        | Mas Sant Jaume          | Tordera  | masia        | Estil: arquitectura popular | 41° 41′ 39″ N, 2° 43′ 04″ E / 41.6941°N,2.71767°E                                            | bé cultural d'interès local                          | Mas Sant Jaume (Tordera)  | Modifica les dades a Wikidata |
|        | can Toni Joan           | Tordera  | masia        |                             | 41° 41′ 00″ N, 2° 45′ 37″ E / 41.683222°N,2.760278°E                                         | bé d'interès cultural bé cultural d'interès nacional | Can Toni Joan             | Modifica les dades a Wikidata |
|        | el Mas Carbó            | Tordera  | masia        |                             | 41° 41′ 51″ N, 2° 45′ 40″ E / 41.6975772328149°N,2.76121465968173°E                          |                                                      |                           | Modifica les dades a Wikidata |
|        | el Suro de la Palla     | Tordera  | masia        |                             | 41° 44′ 02″ N, 2° 44′ 35″ E / 41.7339897373841°N,2.74301865453179°E                          |                                                      |                           | Modifica les dades a Wikidata |
|        | el Xampany              | Tordera  | masia        |                             | 41° 41′ 59″ N, 2° 41′ 28″ E / 41.699858579513°N,2.6912107373863°E                            |                                                      |                           | Modifica les dades a Wikidata |
|        | l'Hostal Vell           | Tordera  | masia        |                             | 41° 40′ 56″ N, 2° 37′ 42″ E / 41.6821106666612°N,2.62843300990206°E                          |                                                      |                           | Modifica les dades a Wikidata |
|        | la Bosiga               | Tordera  | masia        |                             | 41° 40′ 42″ N, 2° 37′ 51″ E / 41.6783176175163°N,2.63090576110356°E                          |                                                      |                           | Modifica les dades a Wikidata |
|        | la Casanova             | Tordera  | masia        |                             | 41° 40′ 39″ N, 2° 37′ 02″ E / 41.6775883677694°N,2.6172377237777°E                           |                                                      |                           | Modifica les dades a Wikidata |
|        | la Júlia                | Tordera  | masia        |                             | 41° 43′ 19″ N, 2° 42′ 09″ E / 41.7219489361067°N,2.70263492460037°E                          |                                                      |                           | Modifica les dades a Wikidata |
|        | la Pedrera              | Tordera  | masia        |                             | 41° 40′ 35″ N, 2° 37′ 42″ E / 41.6764811860079°N,2.62842934850218°E                          |                                                      |                           | Modifica les dades a Wikidata |
|        | les Ferreres            | Tordera  | masia        |                             | 41° 40′ 40″ N, 2° 37′ 38″ E / 41.6776567820617°N,2.62708900458665°E                          |                                                      |                           | Modifica les dades a Wikidata |

## molí d'aigua
| imatge | Nom                  | Ubicat a | instància de | Detalls                     | coordenades                                                         | Protecció                                  | Commons (més fotos) | Dades a WD                    |
| ------ | -------------------- | -------- | ------------ | --------------------------- | ------------------------------------------------------------------- | ------------------------------------------ | ------------------- | ----------------------------- |
|        | Molí d'en Buc        | Tordera  | molí d'aigua |                             | 41° 39′ 07″ N, 2° 39′ 36″ E / 41.6519353115914°N,2.66001124507742°E |                                            |                     | Modifica les dades a Wikidata |
|        | Molí d'en Cornel     | Tordera  | molí d'aigua | Estil: arquitectura popular |                                                                     | bé integrant del patrimoni cultural català |                     | Modifica les dades a Wikidata |
|        | Molí de Can Burgada  | Tordera  | molí d'aigua | Estil: arquitectura popular | 41° 40′ 27″ N, 2° 39′ 31″ E / 41.674206°N,2.65862°E                 | bé integrant del patrimoni cultural català |                     | Modifica les dades a Wikidata |
|        | Molí de Can Marquès  | Tordera  | molí d'aigua | Estil: arquitectura popular |                                                                     | bé integrant del patrimoni cultural català |                     | Modifica les dades a Wikidata |
|        | Molí de Can Mas      | Tordera  | molí d'aigua | Estil: arquitectura popular | 41° 39′ 36″ N, 2° 38′ 42″ E / 41.66°N,2.645°E                       | bé integrant del patrimoni cultural català |                     | Modifica les dades a Wikidata |
|        | Molí de Can Pibernat | Tordera  | molí d'aigua |                             | 41° 41′ 14″ N, 2° 42′ 40″ E / 41.6873108873439°N,2.71100144903197°E |                                            |                     | Modifica les dades a Wikidata |
|        | Molí de la Júlia     | Tordera  | molí d'aigua |                             | 41° 43′ 14″ N, 2° 42′ 12″ E / 41.7206267115602°N,2.70333831170142°E |                                            |                     | Modifica les dades a Wikidata |

## muntanya
| imatge | Nom                           | Ubicat a                                       | instància de | Detalls | coordenades                                                           | Protecció | Commons (més fotos)   | Dades a WD                    |
| ------ | ----------------------------- | ---------------------------------------------- | ------------ | ------- | --------------------------------------------------------------------- | --------- | --------------------- | ----------------------------- |
|        | Montbarbat                    | Tordera Lloret de Mar Maçanet de la Selva      | muntanya     |         | 41° 44′ 08″ N, 2° 46′ 36″ E / 41.7355101863°N,2.7766586707°E 328 msnm |           | Montbarbat            | Modifica les dades a Wikidata |
|        | Pi-de-les-onze                | Tordera Fogars de la Selva                     | muntanya     |         | 41° 42′ 36″ N, 2° 38′ 21″ E / 41.7101°N,2.63915°E 312.3 msnm          |           |                       | Modifica les dades a Wikidata |
|        | Puig d'en Caselles            | Tordera                                        | muntanya     |         | 41° 40′ 40″ N, 2° 36′ 50″ E / 41.67774444°N,2.61393611°E 627.9 msnm   |           |                       | Modifica les dades a Wikidata |
|        | Puig de l'Estrell             | Tordera Fogars de la Selva                     | muntanya     |         | 41° 41′ 40″ N, 2° 38′ 00″ E / 41.6945°N,2.63327°E 455.6 msnm          |           |                       | Modifica les dades a Wikidata |
|        | Roca de Guilla                | Tordera Santa Susanna                          | muntanya     |         | 41° 39′ 53″ N, 2° 40′ 02″ E / 41.6648°N,2.66716°E 283.5 msnm          |           |                       | Modifica les dades a Wikidata |
|        | Roca del Corb                 | Tordera                                        | muntanya     |         | 41° 39′ 24″ N, 2° 38′ 02″ E / 41.65678056°N,2.63378194°E 396.5 msnm   |           |                       | Modifica les dades a Wikidata |
|        | Roca-rossa                    | Tordera                                        | muntanya     |         | 41° 42′ 01″ N, 2° 38′ 39″ E / 41.70029778°N,2.64422222°E 421.7 msnm   |           |                       | Modifica les dades a Wikidata |
|        | Sierra de Roca Rossa          | Tordera                                        | muntanya     |         | 41° 41′ 48″ N, 2° 38′ 15″ E / 41.696666666667°N,2.6375°E              |           |                       | Modifica les dades a Wikidata |
|        | Turó Gros de Miralles         | Tordera Santa Susanna                          | muntanya     |         | 41° 40′ 20″ N, 2° 41′ 29″ E / 41.6723°N,2.6913°E 343.3 msnm           |           |                       | Modifica les dades a Wikidata |
|        | Turó Gros de Terra Negra      | Tordera Fogars de la Selva                     | muntanya     |         | 41° 43′ 20″ N, 2° 39′ 06″ E / 41.7222°N,2.65177°E 273.4 msnm          |           |                       | Modifica les dades a Wikidata |
|        | Turó d'en Buc de les Nogueres | Tordera                                        | muntanya     |         | 41° 39′ 19″ N, 2° 40′ 00″ E / 41.655275°N,2.66675444°E 276.2 msnm     |           |                       | Modifica les dades a Wikidata |
|        | Turó d'en Font                | Tordera                                        | muntanya     |         | 41° 43′ 27″ N, 2° 45′ 53″ E / 41.7242°N,2.76471°E 286.9 msnm          |           |                       | Modifica les dades a Wikidata |
|        | Turó d'en Gall                | Tordera Blanes                                 | muntanya     |         | 41° 43′ 34″ N, 2° 45′ 59″ E / 41.7262°N,2.76637°E 307 msnm            |           |                       | Modifica les dades a Wikidata |
|        | Turó de Cal Caletre           | Tordera                                        | muntanya     |         | 41° 39′ 02″ N, 2° 38′ 20″ E / 41.6505°N,2.63883°E 362.1 msnm          |           |                       | Modifica les dades a Wikidata |
|        | Turó de Can Gibert            | Tordera                                        | muntanya     |         | 41° 38′ 34″ N, 2° 39′ 21″ E / 41.6427°N,2.65576°E 317.9 msnm          |           |                       | Modifica les dades a Wikidata |
|        | Turó de Can Pellofa           | Tordera                                        | muntanya     |         | 41° 39′ 04″ N, 2° 39′ 23″ E / 41.65118417°N,2.65634722°E 186.1 msnm   |           |                       | Modifica les dades a Wikidata |
|        | Turó de Sant Andreu           | Pineda de Mar Tordera                          | muntanya     |         | 41° 38′ 52″ N, 2° 37′ 51″ E / 41.6477°N,2.63087°E 378.7 msnm          |           |                       | Modifica les dades a Wikidata |
|        | Turó de la Dona Morta         | Maçanet de la Selva Fogars de la Selva Tordera | muntanya     |         | 41° 44′ 40″ N, 2° 43′ 26″ E / 41.744401°N,2.723996°E 177 msnm         |           | Turó de la Dona Morta | Modifica les dades a Wikidata |
|        | Turó de la Grimola            | Tordera                                        | muntanya     |         | 41° 39′ 43″ N, 2° 36′ 41″ E / 41.6619°N,2.61143°E 624.8 msnm          |           |                       | Modifica les dades a Wikidata |
|        | Turó dels Castanyers          | Tordera Fogars de la Selva                     | muntanya     |         | 41° 41′ 33″ N, 2° 36′ 50″ E / 41.6924°N,2.61387°E 375.8 msnm          |           |                       | Modifica les dades a Wikidata |
|        | el Terme Gros                 | Maçanet de la Selva Tordera                    | muntanya     |         | 41° 43′ 49″ N, 2° 46′ 40″ E / 41.730324°N,2.777888°E 328.2 msnm       |           |                       | Modifica les dades a Wikidata |

## nucli de població
| imatge | Nom             | Ubicat a | instància de                                           | Detalls  | coordenades                                                                  | Protecció | Commons (més fotos) | Dades a WD                    |
| ------ | --------------- | -------- | ------------------------------------------------------ | -------- | ---------------------------------------------------------------------------- | --------- | ------------------- | ----------------------------- |
|        | Can Camps       | Tordera  | nucli de població                                      |          | 41° 41′ 26″ N, 2° 37′ 26″ E / 41.690651169748°N,2.6239620452536°E            |           |                     | Modifica les dades a Wikidata |
|        | Can Domènec     | Tordera  | nucli de població nucli d'entitat singular de població | 341 hab  | 41° 39′ 03″ N, 2° 36′ 52″ E / 41.65073312°N,2.614312265°E 361 msnm           |           |                     | Modifica les dades a Wikidata |
|        | Can Malagarriga | Tordera  | nucli de població                                      |          | 41° 43′ 47″ N, 2° 42′ 37″ E / 41.729631456045°N,2.7103063212303°E            |           |                     | Modifica les dades a Wikidata |
|        | Fibracolor      | Tordera  | nucli de població nucli d'entitat singular de població | 500 hab  | 41° 41′ 44″ N, 2° 43′ 50″ E / 41.6955185494713°N,2.73042118662302°E 20 msnm  |           |                     | Modifica les dades a Wikidata |
|        | Hortsavinyà     | Tordera  | nucli de població ens local històric de Catalunya      |          | 41° 40′ 04″ N, 2° 37′ 43″ E / 41.66781111°N,2.62871389°E                     |           | Hortsavinyà         | Modifica les dades a Wikidata |
|        | Niàgara Parc    | Tordera  | nucli de població nucli d'entitat singular de població | 562 hab  | 41° 43′ 02″ N, 2° 41′ 07″ E / 41.7173179213414°N,2.68521286489656°E 47 msnm  |           |                     | Modifica les dades a Wikidata |
|        | Roca-rossa      | Tordera  | nucli de població nucli d'entitat singular de població | 85 hab   | 41° 41′ 33″ N, 2° 38′ 35″ E / 41.692513848547°N,2.6431782397354°E 412 msnm   |           |                     | Modifica les dades a Wikidata |
|        | Sant Daniel     | Tordera  | nucli de població nucli d'entitat singular de població | 616 hab  | 41° 42′ 36″ N, 2° 45′ 46″ E / 41.70992971°N,2.762676907°E 66 msnm            |           |                     | Modifica les dades a Wikidata |
|        | Sant Llop       | Tordera  | nucli de població                                      |          | 41° 40′ 51″ N, 2° 37′ 35″ E / 41.680751436451°N,2.6264226283074°E            |           |                     | Modifica les dades a Wikidata |
|        | Sant Tou        | Tordera  | nucli de població                                      |          | 41° 41′ 53″ N, 2° 41′ 33″ E / 41.69806041758°N,2.6924211335473°E             |           |                     | Modifica les dades a Wikidata |
|        | Terrabrava      | Tordera  | nucli de població nucli d'entitat singular de població | 514 hab  | 41° 43′ 51″ N, 2° 43′ 39″ E / 41.7308824746793°N,2.72745972644742°E 71 msnm  |           |                     | Modifica les dades a Wikidata |
|        | Tordera Parc    | Tordera  | nucli de població nucli d'entitat singular de població | 375 hab  | 41° 43′ 24″ N, 2° 45′ 04″ E / 41.723422399942°N,2.7512112995887°E 105 msnm   |           |                     | Modifica les dades a Wikidata |
|        | el Mas Móra     | Tordera  | nucli de població nucli d'entitat singular de població | 1466 hab | 41° 42′ 56″ N, 2° 45′ 19″ E / 41.7156422972806°N,2.75540160541233°E 150 msnm |           |                     | Modifica les dades a Wikidata |
|        | el Mas Reixac   | Tordera  | nucli de població nucli d'entitat singular de població | 78 hab   | 41° 41′ 09″ N, 2° 43′ 15″ E / 41.685833°N,2.720833°E 73 msnm                 |           |                     | Modifica les dades a Wikidata |
|        | les Ferreres    | Tordera  | nucli de població nucli d'entitat singular de població | 206 hab  | 41° 41′ 07″ N, 2° 40′ 28″ E / 41.68540106851°N,2.6744580559264°E 85 msnm     |           |                     | Modifica les dades a Wikidata |
|        | Àgora Parc      | Tordera  | nucli de població nucli d'entitat singular de població | 886 hab  | 41° 42′ 13″ N, 2° 40′ 01″ E / 41.70366°N,2.66701°E 79 msnm                   |           |                     | Modifica les dades a Wikidata |

## pedrera
| imatge | Nom                   | Ubicat a | instància de | Detalls | coordenades                                                         | Protecció | Commons (més fotos) | Dades a WD                    |
| ------ | --------------------- | -------- | ------------ | ------- | ------------------------------------------------------------------- | --------- | ------------------- | ----------------------------- |
|        | Pedrera de Can Boscà  | Tordera  | pedrera      |         | 41° 42′ 55″ N, 2° 42′ 01″ E / 41.7152142177059°N,2.70016554817577°E |           |                     | Modifica les dades a Wikidata |
|        | Pedrera de Can Savoia | Tordera  | pedrera      |         | 41° 43′ 02″ N, 2° 39′ 57″ E / 41.7171101893133°N,2.66587111666614°E |           |                     | Modifica les dades a Wikidata |

## polígon industrial
| imatge | Nom                                     | Ubicat a | instància de       | Detalls | coordenades                                                         | Protecció | Commons (més fotos) | Dades a WD                    |
| ------ | --------------------------------------- | -------- | ------------------ | ------- | ------------------------------------------------------------------- | --------- | ------------------- | ----------------------------- |
|        | Polígon d'activitat econòmica d'Inditex | Tordera  | polígon industrial |         | 41° 41′ 43″ N, 2° 43′ 56″ E / 41.6952253902384°N,2.73216495341778°E |           |                     | Modifica les dades a Wikidata |
|        | Polígon industrial Can Verdalet         | Tordera  | polígon industrial |         | 41° 42′ 33″ N, 2° 42′ 59″ E / 41.7090312737695°N,2.71630121849312°E |           |                     | Modifica les dades a Wikidata |
|        | Polígon industrial Pla de la Júlia      | Tordera  | polígon industrial |         | 41° 42′ 36″ N, 2° 42′ 10″ E / 41.7099970283692°N,2.70283425460081°E |           |                     | Modifica les dades a Wikidata |

## pont
| imatge | Nom                | Ubicat a | instància de | Detalls              | coordenades                                                         | Protecció | Commons (més fotos)      | Dades a WD                    |
| ------ | ------------------ | -------- | ------------ | -------------------- | ------------------------------------------------------------------- | --------- | ------------------------ | ----------------------------- |
|        | Pont de Ferro      | Tordera  | pont         | Travessa: la Tordera | 41° 42′ 10″ N, 2° 43′ 06″ E / 41.702876°N,2.718386°E 30 msnm        |           | Pont de Ferro de Tordera | Modifica les dades a Wikidata |
|        | Pont de la Tordera | Tordera  | pont         | Travessa: la Tordera | 41° 42′ 12″ N, 2° 43′ 03″ E / 41.7033600491371°N,2.71762420585165°E |           |                          | Modifica les dades a Wikidata |

## serra
| imatge | Nom                   | Ubicat a                   | instància de | Detalls      | coordenades                                                         | Protecció | Commons (més fotos) | Dades a WD                    |
| ------ | --------------------- | -------------------------- | ------------ | ------------ | ------------------------------------------------------------------- | --------- | ------------------- | ----------------------------- |
|        | Serra de Godall       | Tordera Fogars de la Selva | serra        |              | 41° 43′ 07″ N, 2° 39′ 34″ E / 41.71857444°N,2.65937778°E 273.4 msnm |           |                     | Modifica les dades a Wikidata |
|        | serra de l'Avetar     | Tordera                    | serra        |              | 41° 40′ 05″ N, 2° 37′ 43″ E / 41.668135°N,2.62848333°E 547.8 msnm   |           |                     | Modifica les dades a Wikidata |
|        | serra del Llop        | Tordera                    | serra        | Llarg: 2.7km | 41° 40′ 13″ N, 2° 38′ 06″ E / 41.6703°N,2.635°E 520.8 msnm          |           |                     | Modifica les dades a Wikidata |
|        | serrat de la Crestada | Tordera                    | serra        |              | 41° 39′ 45″ N, 2° 39′ 54″ E / 41.6625°N,2.66496°E 266.6 msnm        |           |                     | Modifica les dades a Wikidata |

## vèrtex geodèsic
| imatge | Nom         | Ubicat a | instància de    | Detalls   | coordenades                                                       | Protecció | Commons (més fotos) | Dades a WD                    |
| ------ | ----------- | -------- | --------------- | --------- | ----------------------------------------------------------------- | --------- | ------------------- | ----------------------------- |
|        | Puig Oliver | Tordera  | vèrtex geodèsic | Alt: 1.2m | 41° 43′ 34″ N, 2° 45′ 59″ E / 41.72618°N,2.766353°E 308.668 msnm  |           |                     | Modifica les dades a Wikidata |
|        | Roca Rossa  | Tordera  | vèrtex geodèsic | Alt: 1.2m | 41° 42′ 01″ N, 2° 38′ 39″ E / 41.700286°N,2.644261°E 427.458 msnm |           |                     | Modifica les dades a Wikidata |

## zona humida
| imatge | Nom                         | Ubicat a | instància de | Detalls            | coordenades                                       | Protecció | Commons (més fotos) | Dades a WD                    |
| ------ | --------------------------- | -------- | ------------ | ------------------ | ------------------------------------------------- | --------- | ------------------- | ----------------------------- |
|        | Estany de Can Raba          | Tordera  | zona humida  |                    | 41° 42′ 35″ N, 2° 43′ 20″ E / 41.7096°N,2.7223°E  |           |                     | Modifica les dades a Wikidata |
|        | Estany de Can Torrent       | Tordera  | zona humida  | Superfície: 6.38ha | 41° 42′ 07″ N, 2° 42′ 14″ E / 41.7019°N,2.7038°E  |           |                     | Modifica les dades a Wikidata |
|        | Estany de la Júlia          | Tordera  | zona humida  | Superfície: 1.09ha | 41° 43′ 15″ N, 2° 42′ 06″ E / 41.7207°N,2.70167°E |           |                     | Modifica les dades a Wikidata |
|        | Gorg del molí d'en Puigverd | Tordera  | zona humida  | Superfície: 3.2ha  | 41° 41′ 07″ N, 2° 44′ 35″ E / 41.6852°N,2.743°E   |           |                     | Modifica les dades a Wikidata |

## Misc
| imatge | Nom                                          | Ubicat a              | instància de                                                                   | Detalls                     | coordenades                                                             | Protecció                                  | Commons (més fotos)      | Dades a WD                    |
| ------ | -------------------------------------------- | --------------------- | ------------------------------------------------------------------------------ | --------------------------- | ----------------------------------------------------------------------- | ------------------------------------------ | ------------------------ | ----------------------------- |
|        | Estació de Tordera                           | Tordera               | estació de ferrocarril                                                         |                             | 41° 42′ 25″ N, 2° 43′ 10″ E / 41.70708333333333°N,2.7195555555555555°E  |                                            |                          | Modifica les dades a Wikidata |
|        | Forat Bufador                                | Tordera               | cova                                                                           |                             | 41° 39′ 52″ N, 2° 38′ 15″ E / 41.6644316059963°N,2.63751949067942°E     |                                            |                          | Modifica les dades a Wikidata |
|        | Forn de calç de Can Pica                     | Tordera               | forn de calç                                                                   | Estil: arquitectura popular |                                                                         | bé integrant del patrimoni cultural català | Forn de calç de Can Pica | Modifica les dades a Wikidata |
|        | GI-600                                       | Blanes Tordera        | carretera                                                                      | Llarg: 5km                  |                                                                         |                                            |                          | Modifica les dades a Wikidata |
|        | Granja de Can Telleda                        | Tordera               | granja                                                                         |                             | 41° 41′ 52″ N, 2° 40′ 24″ E / 41.697802774154°N,2.6734703079863°E       |                                            |                          | Modifica les dades a Wikidata |
|        | Poblat ibèric de Montbarbat                  | Tordera               | poblat ibèric                                                                  |                             | 41° 44′ 06″ N, 2° 46′ 35″ E / 41.7350771936327°N,2.77632347167521°E     |                                            |                          | Modifica les dades a Wikidata |
|        | Rajoleria de Can Torrent                     | Tordera               | teuleria                                                                       | Estil: arquitectura popular | 41° 42′ 03″ N, 2° 41′ 56″ E / 41.700926°N,2.698805°E 37 msnm            | bé integrant del patrimoni cultural català | Rajoleria de Can Torrent | Modifica les dades a Wikidata |
|        | Roureda de Tordera                           | Tordera               | roureda                                                                        |                             | 41° 42′ 48″ N, 2° 43′ 10″ E / 41.7134°N,2.7195°E 27 msnm                |                                            |                          | Modifica les dades a Wikidata |
|        | Sant Pere                                    | Tordera               | nucli d'entitat singular de població                                           | 2572 hab                    | 41° 42′ 28″ N, 2° 43′ 37″ E / 41.7078858°N,2.726929339°E 36 msnm        |                                            |                          | Modifica les dades a Wikidata |
|        | Sant Pere de Riu                             | Tordera               | ens local històric de Catalunya                                                |                             | 41° 38′ 50″ N, 2° 40′ 40″ E / 41.647194444444445°N,2.6776944444444446°E |                                            |                          | Modifica les dades a Wikidata |
|        | Tordera                                      | Tordera               | entitat singular de població capital municipal ens local històric de Catalunya | 18795 hab                   | 41° 41′ 57″ N, 2° 43′ 08″ E / 41.69914°N,2.71888°E 41 msnm              |                                            |                          | Modifica les dades a Wikidata |
|        | Vallmanya                                    | Tordera               | assentament humà ens local històric de Catalunya                               |                             | 41° 40′ 22″ N, 2° 39′ 11″ E / 41.67271111°N,2.65309167°E 186 msnm       |                                            | Vallmanya (Tordera)      | Modifica les dades a Wikidata |
|        | annex parroquial de Sant Miquel de Vallmanya | Tordera               | annex parroquial                                                               | 1965                        | Sant Miquel de Vallmanya                                                |                                            |                          | Modifica les dades a Wikidata |
|        | aqüeducte romà de Can Cua                    | Pineda de Mar Tordera | aqüeducte pont                                                                 | Estil: arquitectura romana  | 41° 38′ 29″ N, 2° 40′ 53″ E / 41.641375°N,2.68129167°E                  | bé cultural d'interès nacional             | Aqüeducte de Pineda      | Modifica les dades a Wikidata |
|        | casa consistorial de Tordera                 | Tordera               | casa consistorial                                                              |                             | 41° 42′ 06″ N, 2° 43′ 07″ E / 41.7017085°N,2.7185732°E                  |                                            |                          | Modifica les dades a Wikidata |
|        | dolmen de Montbarbat                         | Tordera               | dolmen                                                                         |                             | 41° 44′ 04″ N, 2° 46′ 37″ E / 41.7344569016119°N,2.77693889113965°E     |                                            |                          | Modifica les dades a Wikidata |